# ハネウェル AGT1500
ハネウェル AGT1500は、M1エイブラムス戦車シリーズのエンジンである。エンジンは、元はストラッドフォート陸軍エンジン工廠内にあるライカミング・タービンエンジン・ディビジョンで設計、開発された。1995年、ストラッドフォート陸軍エンジン工廠の閉鎖後、生産はアラバマ州アニストンのアニストン陸軍工廠に移転した。
エンジンの最大出力は1,500hp（1,120kW）で、最大時の回転力は2,750lb-ft（3,754N-m）である。
エンジンは、ジェット燃料、ガソリン、軽油や船舶用軽油を含む多様な燃料に対応可能である。
1970年代初頭、AGT1500からヘリコプター用の軽量エンジンであるPLT27が開発された。このエンジンは、UH-60、AH-64、SH-60というそれぞれ別々の3機種のヘリコプターの動力として選定に参加したが、ゼネラル・エレクトリック GE12（T700）に敗れた。